# Amedo
Amedo ist ein Ort und eine ehemalige Gemeinde (Freguesia) im portugiesischen Kreis Carrazeda de Ansiães. Die Gemeinde hatte 299 Einwohner (Stand 30. Juni 2011).
Am 29. September 2013 wurden die Gemeinden Amedo und Zedes zur neuen Gemeinde União das Freguesias de Amedo e Zedes zusammengeschlossen. Amedo ist Sitz dieser neu gebildeten Gemeinde.